# Балеба, Карлос
Карло́с Нум Куома́ Балеба́ (фр. Carlos Noom Quomah Baleba; родился 3 января 2004) — камерунский футболист, полузащитник английского клуба «Брайтон энд Хоув Альбион» и сборной Камеруна.

## Клубная карьера
Карлос Балеба родился и вырос в Камеруне, он играл за местные команды «Футур Соккер» и «Брассерис». В 2022 году его заметили скауты «Лилля» и он стал играть за молодёжную команду французского клуба, а позже и основную. Дебютировал за «Лилль» 7 августа 2022 года в матче Лиги 1 против клуба «Осер».
29 августа 2023 года английский клуб «Брайтон энд Хоув Альбион» объявил о трансфере Балеба из «Лилля». Карлос подписал контракт с новым клубом до 30 июня 2028 года.

## Карьера в сборной
8 июня 2024 года дебютировал за сборную Камеруна в матче отборочного турнира к чемпионату мира против сборной Кабо-Верде.